# فرونزه (شهرستان تویمازینسکی، باشقیرستان)
فرونزه (انگلیسی: Frunze, Tuymazinsky District, Republic of Bashkortostan) یک شهرک در شهرستان تویمازینسکی استان باشقیرستان کشور روسیه است.